# Гюттен (Шлезвіг-Гольштейн)
Гюттен (нім. Hütten) — громада в Німеччині, розташована в землі Шлезвіг-Гольштейн. Входить до складу району Рендсбург-Екернферде. Складова частина об'єднання громад Гюттенер-Берге.
Площа — 6,91 км2. Населення становить 217 ос. (станом на 31 грудня 2020).

## Галерея

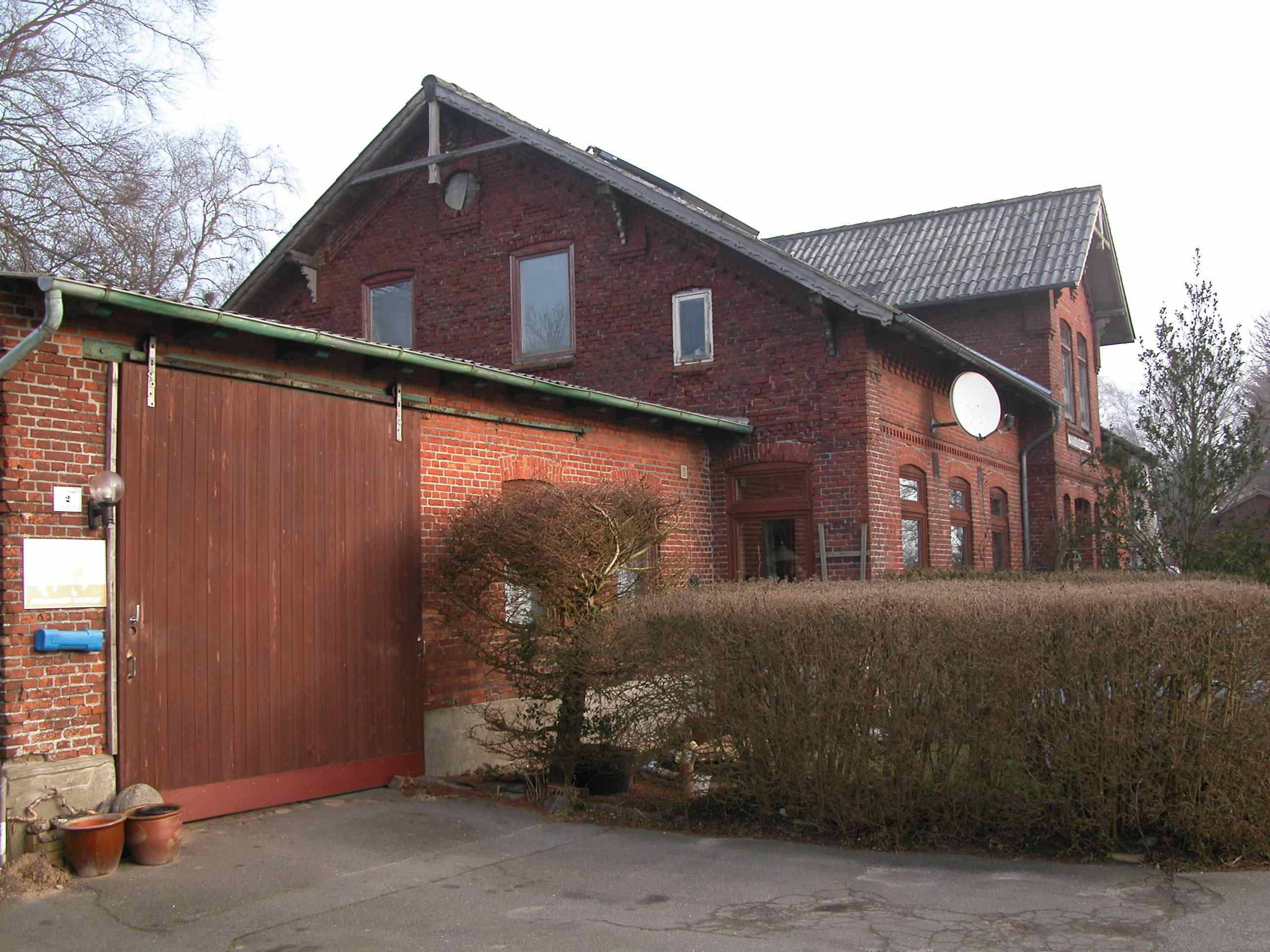